# Fernanda Yara da Silva
Fernanda Yara da Silva (Curionópolis, 15 de agosto de 1986) é uma atleta paralímpica brasileira.

## Biografia e carreira
Fernanda é natural de Curionópolis, no Pará. Ela nasceu com má-formação congênita no braço esquerdo, abaixo do cotovelo. Iniciou sua trajetória no atletismo aos 14 anos de idade, através de um projeto na cidade em que morava. Ela competia no atletismo convencional e migrou para o atletismo paralímpico  somente em 2008.
Nos jogos Parapan-Americanos de 2019, em Lima, Fernanda foi bronze nos 200 e nos 400 metros rasos.
Em julho de 2023, no Campeonato Mundial de Para-Atletismo, Fernanda sagrou-se campeã mundial na prova dos 400 metros, classe T47 (para atletas com amputações nos membros superiores), após marcar o tempo de 57s30. No revezamento 4×100 metros universal, ela formou equipe com Jhulia dos Santos, Ricardo Mendonça e Ariosvaldo Fernandes. Eles marcaram o tempo de 48s25 e conquistaram a medalha de bronze, ficando atrás do Japão, que foi ouro, e do Reino Unido, que foi prata.
A atleta conquistou sua primeira medalha olímpica nos jogos paralímpicos de Paris 2024. O ouro veio na terceira participação da paraense na competição, na prova dos 400 metros rasos, classe T47.
Fernanda faz história na pista de corrida e fora dela também, já que a campeã paralímpica carrega o orgulho de ser a primeira de sua família a terminar o segundo grau e a cursar uma universidade; ela tenta conciliar a vida de atleta com a faculdade de Serviços Sociais. 

## Principais conquistas
Campeonato Mundial de Para-Atletismo
- Ouro – 400 metros rasos (Paris, 2023)[3][1]
- Bronze – revezamento 4×100 metros universal (Paris, 2023)[3]
- Ouro - 400 metros rasos (Japão, 2024)

Jogos Parapan-Americanos
- Bronze – 200 metros rasos (Lima, 2019)[3]
- Bronze – 400 metros rasos (Lima, 2019)[3]
- Prata - 100 metros rasos (Chile, 2023)
- Prata - 200 metros rasos (Chile, 2023)
- Ouro - 400 metros rasos (Chile, 2023)

Jogos Paralímpicos 2024
- Ouro -  400 metros rasos (Paris, 2024)